# 春日部市立図書館

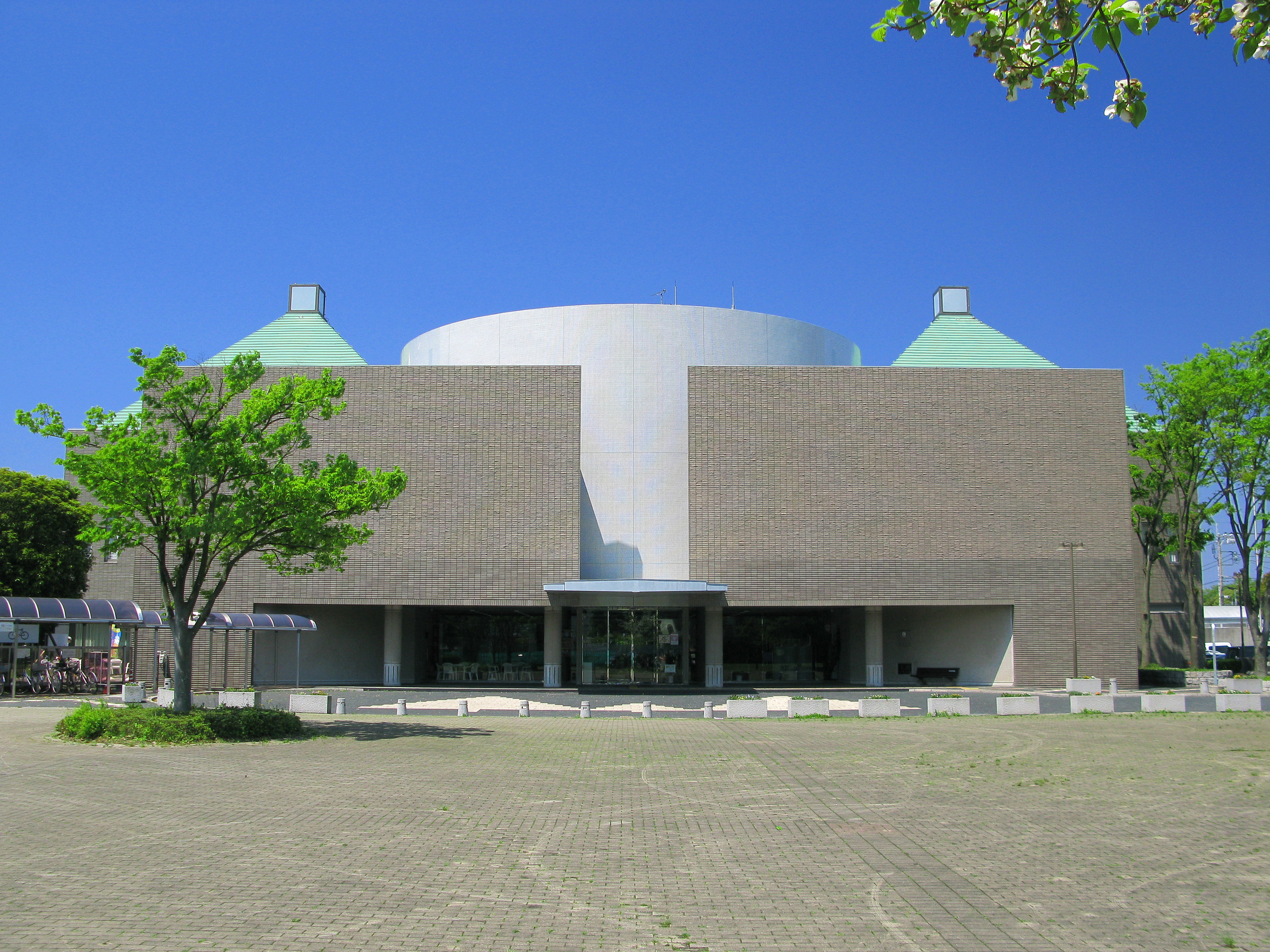
庄和図書館

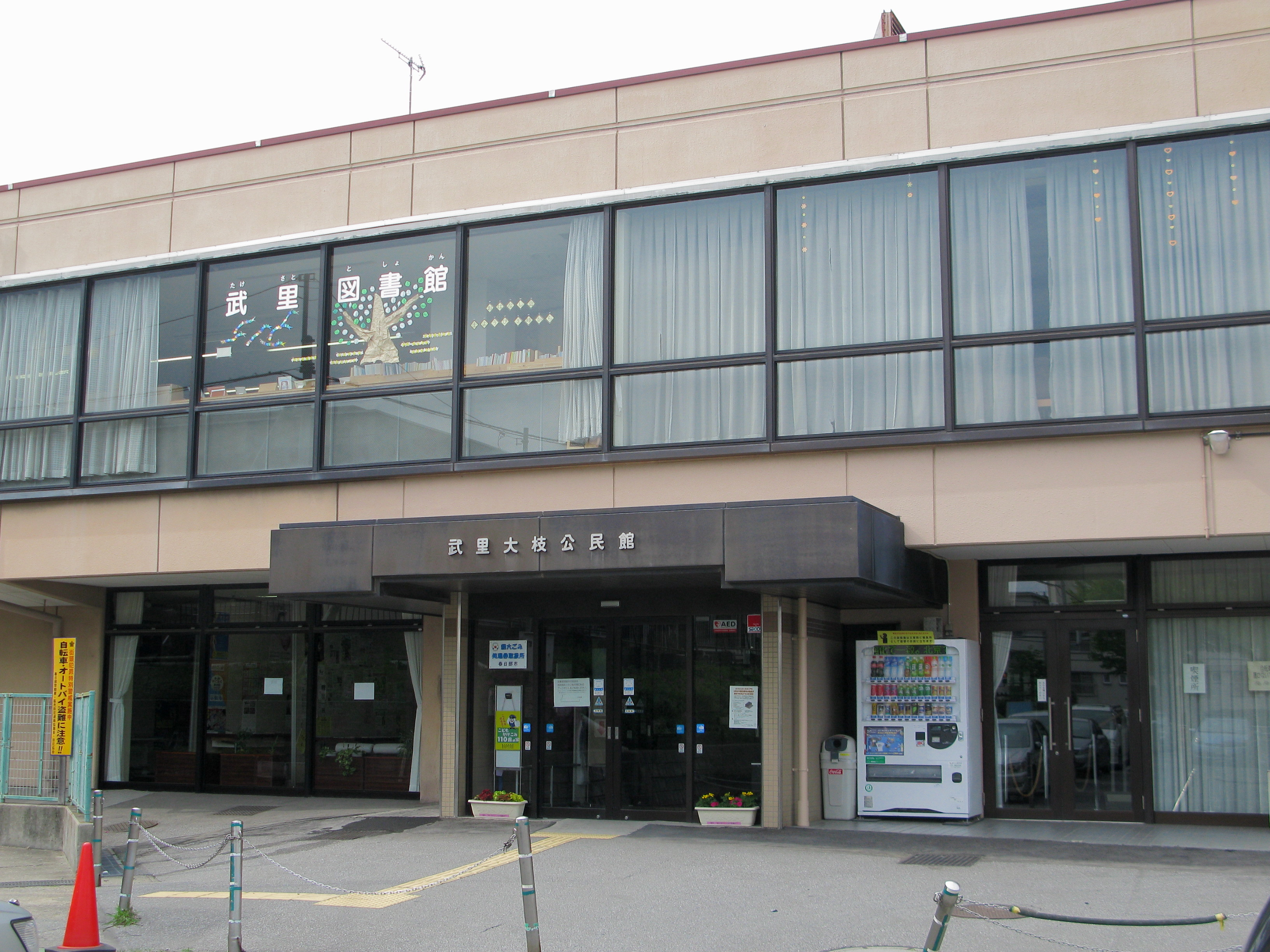
武里図書館

春日部市立図書館（かすかべしりつとしょかん）は、埼玉県春日部市が運営している公立図書館。中央図書館と武里図書館、庄和図書館の3館体制で運営している。所在地は、中央図書館は春日部市粕壁東二丁目8番61号、武里図書館は大枝89番地（武里団地2街区1棟）、庄和図書館は金崎839番地1。

## 概要
1968年（昭和43年）3月1日、法務省浦和地方法務局春日部出張所跡を改装し、春日部市大字粕壁字仲町に春日部市立図書館として開館。しかし、蔵書増加や建物老朽化のため、春日部市役所が同市大字粕壁字馬草場（現在の中央六丁目）に移動した跡地（現在のまちなみ公園）へ1971年（昭和46年）6月10日に移転。その後、筑波研究学園都市に移転した国立薬用植物栽培試験場（春日部薬草園）跡地の再開発後、同所へ1983年（昭和58年）4月に再度移転。なお、同所へは市民文化会館も新設され、隣接して大型商業施設（ロビンソン百貨店）が建設された。

## 貸出利用できる人
- 春日部市に居住・就学・就職している人
- 東部中央都市連絡協議会（春日部市、蓮田市、白岡市、宮代町、杉戸町）エリアの住民
- 越谷市・松伏町の住民
- さいたま市の住民

## 図書館が市民に提供するサービス
- 蔵書資料（図書・雑誌・CD・ビデオ・DVD）の検索・閲覧（広域利用外の住民も利用できる）
- 蔵書資料の貸出（事前に利用券の交付を受ける必要がある）
- 蔵書資料の転送・予約（事前に利用券の交付を受ける必要がある）
- 図書館間相互貸借制度
- レファレンス（調査・資料の有無）
- コピー
- ウェブページの閲覧
- イベント（おはなし会など）